# Tubificoides swirencowi
Tubificoides swirencowi is een ringworm uit de familie van de Naididae. De wetenschappelijke naam van de soort is voor het eerst geldig gepubliceerd in 1948 door Jarošenko.